# البطولة الوطنية المجرية للسيدات 1951
البطولة الوطنية المجرية للسيدات 1951 (بالمجرية: 1951-es magyar női kézilabda-bajnokság) هو موسم من البطولة الوطنية المجرية للسيدات. فاز فيه Vasas SC (women's handball) ‏.